# Fly Over States
«Fly Over States» — песня американского кантри-певца Джейсона Алдина, вышедшая 6 февраля 2012 года в качестве 5-го и последнего сингла с его четвёртого студийного альбома My Kinda Party (2010). Песню написали Neil Thrasher и Michael Dulaney, продюсером был Майкл Кнокс. Сингл достиг первого места в кантри-чарте Hot Country Songs (став для Джейсона Алдина его 7-м чарттоппером).
Песня была сертифицирована в платиновом статусе RIAA и получила положительные и умеренные отзывы музыкальной критики и интернет-изданий.

## Чарты
| Чарт (2012)                         | Высшая позиция |
| ----------------------------------- | -------------- |
| Канада (Billboard Canadian Hot 100) | 55             |
| США (Billboard Hot 100)             | 32             |
| США (Billboard Hot Country Songs)   | 1              |

## Итоговые годовые чарты
| Чарт (2012)                  | Позиция |
| ---------------------------- | ------- |
| US Billboard Hot 100         | 98      |
| US Country Songs (Billboard) | 26      |

## Сертификации
| Регион | Сертификация | Продажи   |
| --- | ------------ | --------- |
| США (RIAA) | Платиновый   | 1 000 000 |
| * Данные о продажах приведены только на основе сертификации. ^ Данные о тиражах приведены только на основе сертификации. |              |           |